# Arctomecon merriamii
Arctomecon merriamii là một loài thực vật có hoa trong họ Anh túc. Loài này được Coville mô tả khoa học đầu tiên năm 1892.

## Hình ảnh

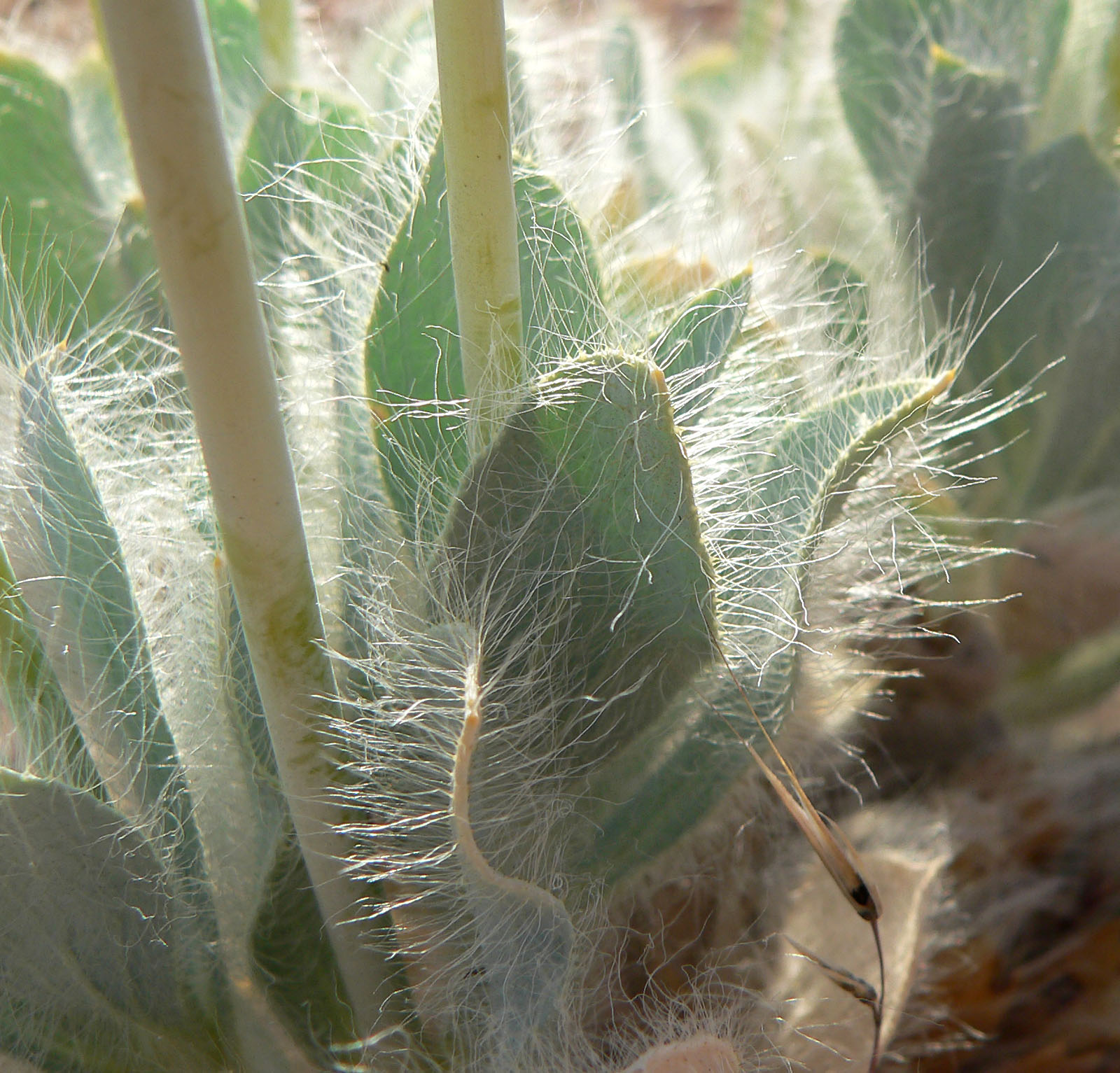
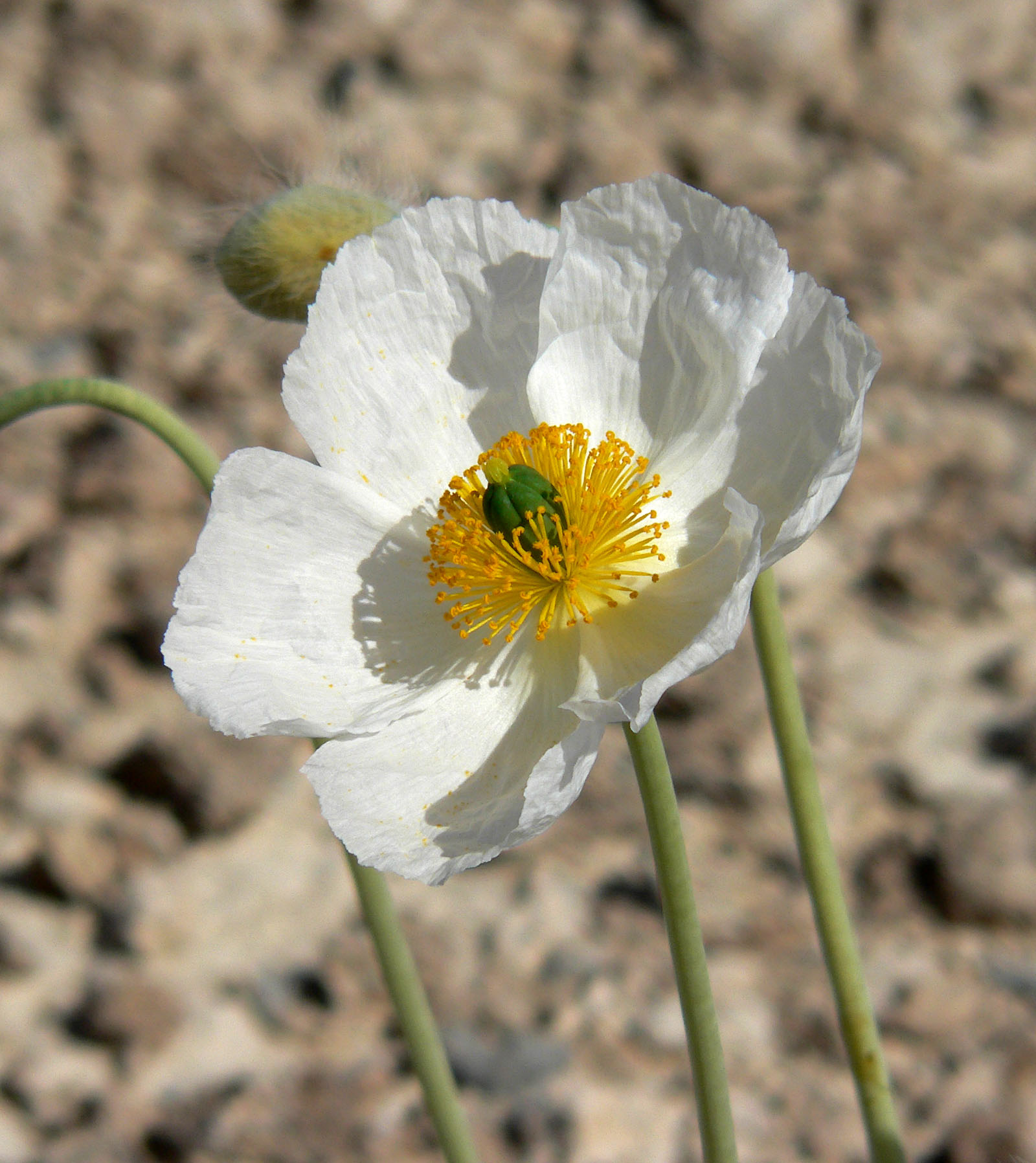
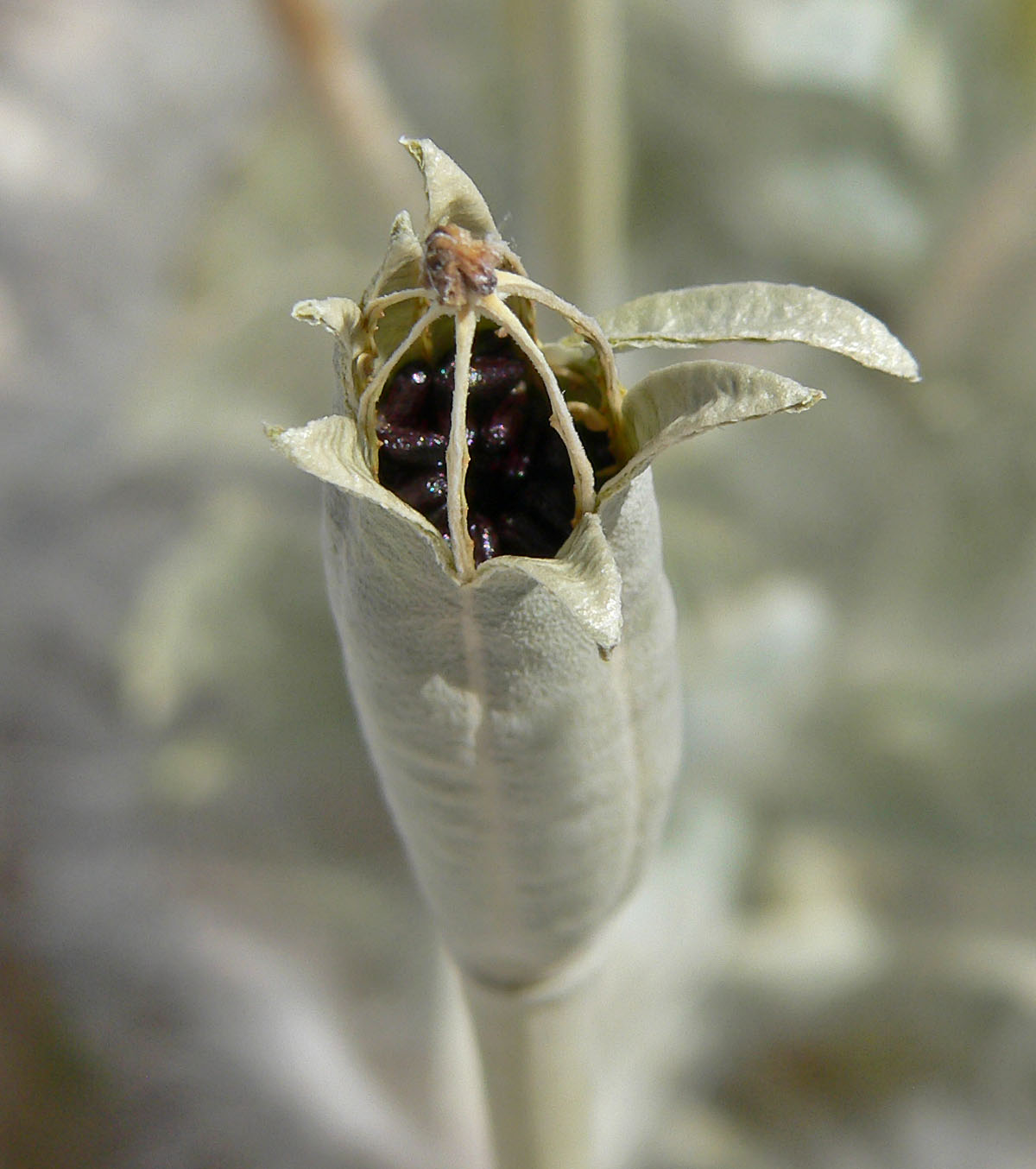
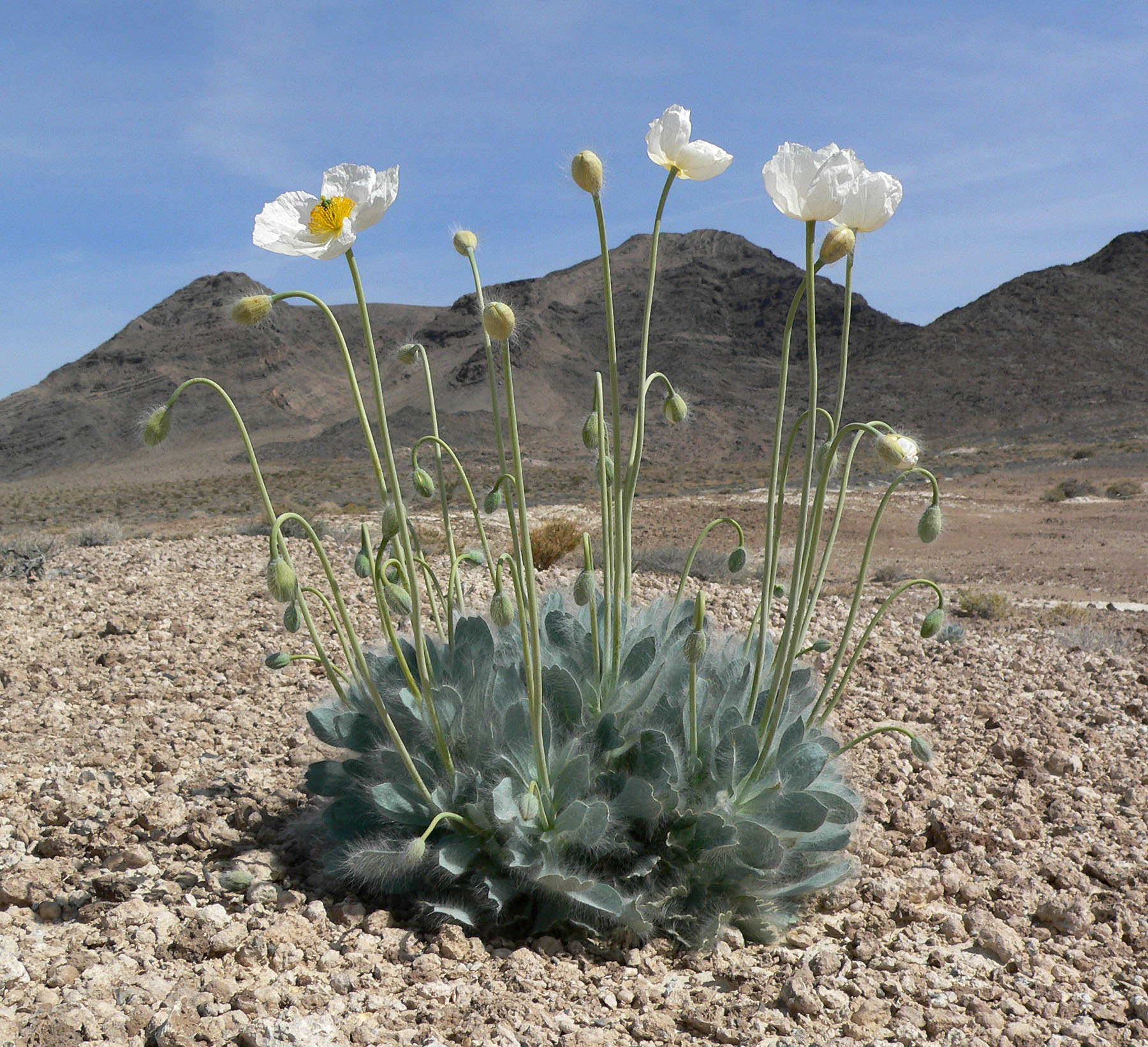